# ハウス・オブ・ペイン
ハウス・オブ・ペイン(House Of Pain)はアメリカ合衆国のヒップホップグループである。

## 経歴
1988年に結成され、白人（アイルランド系アメリカ人など）で構成される最初のヒップホップグループのひとつとして知られる。3枚のアルバムをリリースした後、1996年に一度解散、2010年から活動を再開していた。グループ名は、イギリスの小説家であるH・G・ウェルズが1896年に発表した小説『モロー博士の島』の一節に由来する。
カリフォルニア州ロサンゼルスを活動拠点に、ウエスト・コースト・ヒップホップ勃興時における人気グループとして「en:Jump Around」などのヒット曲を送り出したが、キャリア後半からはイースト・コースト的なオールドスクール志向を印象付けた。また、非黒人のメンバー構成やその音楽性からしばしば「サイプレス・ヒル」一派とも呼ばれるなど、非常に硬派なハードコア・グループとして認知される。
グループ解散中は、グラミー賞を受賞したリード・ラッパーのエヴァーラストをはじめ、各メンバーともソロ活動や別プロジェクトでも成功を収めた。

## メンバー
- エヴァーラスト - Everlast
リード・ラッパー。ハウス・オブ・ペイン解散後のソロ活動では1998年のヒット曲『What It's Like』でグラミー賞にノミネートされ、2000年にはラテンロック・ギタリストのカルロス・サンタナとのコラボレーション『Put Your Lights On』でグラミーを受賞した。

- ダニー・ボーイ - Danny Boy
サイド・ラッパー。アイルランド系アメリカ人。ハウス・オブ・ペイン解散後には、ドキュメンタリー映画の作成など音楽以外の分野にも進出した。2006年には有名ラッパーが集ったスーパーグループであるラ・コカ・ノストラを主宰した。
- DJリーサル - DJ Lethal
DJ。旧ソ連のリガ(現ラトビアの首都)出身。ハウス・オブ・ペイン解散後には、リンプ・ビズキットの創設メンバーとして活動中。さらに、ヘヴィメタル・バンドのセパルトゥラで客演するなど、ロック畑での人脈も豊富。

## ディスコグラフィー
- House of Pain (1992)
- Same as It Ever Was (1994)
- Truth Crushed to Earth Shall Rise Again (1996)